# Stan Levey
Stan Levey (Philadelphia, 5 april 1926 - Van Nuys (Californië), 19 april 2005) was een Amerikaanse jazzdrummer.

## Jeugd
Tijdens zijn jeugd was hij bokser, waarschijnlijk omdat zijn vader autoverkoper en bokspromotor was. Hij besloot echter voor een carrière in de muziek. Deze episode liep van 1943 tot 1949. Hij kreeg tijdens deze periode zelfs een gevecht in de Madison Square Garden en stond zelfs op een affiche met Joe Louis.

## Carrière
Gelijktijdig leerde hij zichzelf het drummen en introduceerde hij daarbij zijn eigen linkshandige techniek. In 1942 speelde hij in Philadelphia met Dizzy Gillespie. Hij ging in een club, waar Gillespie de hoofdact was en haalde de trompettist over om hem aan de drums te laten plaatsnemen. Gillespie was zo onder de indruk van Levey's spel, dat hij hem aanbood om in zijn band voltijds te spelen. Dus beëindigde Levey de highschool en speelde hij ’s nachts en overdag poetste hij auto's bij zijn vader. Later verhuisde hij met Gillespie naar New York en werkte daar, samen met Gillespie, met Charlie Parker en Oscar Pettiford. Later speelde hij in de bigband van Stan Kenton en werkte hij mee aan diens album New Concepts of Artistry in Rhythm. Met deze band ging hij in 1954 naar de westkust, waar hij Howard Rumsey & the Lighthouse All-Stars ontmoette. Hier oefende hij dan een sterke invloed uit op de West Coast Jazz, maar hij werkte ook in studio's.
In meer dan 2000 opnamen speelde hij onder andere met Coleman Hawkins, Art Tatum, Ben Webster, Dexter Gordon, Erroll Garner, Miles Davis, George Shearing, Lester Young, Roy Eldridge, Zoot Sims, Al Cohn, Stan Getz, John Lewis, Ray Brown, Sonny Stitt, Barney Bigard, Gerry Mulligan, Lee Konitz, Bud Shank, Charlie Ventura, Scott LaFaro, Victor Feldman, Art Pepper, Oscar Peterson, Ella Fitzgerald, Peggy Lee, Frank Sinatra, Barbra Streisand, Vic Damone, Nancy Wilson, Nat King Cole, Sarah Vaughan, Billie Holiday, June Christy, Mel Tormé en The Supremes. Verder had hij zijn aandeel bij de bigbands van Benny Goodman, Woody Herman, Quincy Jones, Charlie Ventura, Nelson Riddle, Billy May en Skitch Henderson en speelde hij ook met The Tonight Show Band.
Bovendien is zijn drumspel in meer dan 300 filmproducties te horen. Hij schreef onder andere de muziek voor vijf Disney-documentaires. Ook werkte hij mee in meer dan 3000 tv-producties, waaronder Batman, Mission Impossible, The Munsters en The Addams Family. Verder bracht hij met zijn kwintet enkele album uit en speelde hij met zijn vriend Max Roach het album Drummin' the Blues in.
In 1973 trok hij zich terug uit de muziekbusiness en begon hij een tweede carrière als reclamefotograaf. Drummer Charlie Watts van The Rolling Stones kenmerkte deze terugtrekking als een groot verlies voor de jazz. Levey trad nooit meer op in het openbaar, maar maakte wel foto's voor albums, bij voorkeur van artiesten, waarmee hij vroeger had gespeeld. In 2004 publiceerde Arthur Shelby Pritz de biografische documentaire film Stan Levey: The Original Original.

## Overlijden
Stan Levey overleed op 19 april 2005 op 79-jarige leeftijd aan de gevolgen van kanker. Hij had drie zoons.

## Discografie
- 1954: Stanley the Steamer
- 1954: Plays Bob Cooper, Bill Holman, Jimmy Giuffre
- 1955: West Coasting
- 1955: Stan Levey
- 1955: This Time the Drum's on Me
- 1956: Grand Stan
- 1957: Stan Levey 5
- 1957: Drummin' the Blues
- 1957: Stan Levey Quartet

- Bibsys: 1006827
- Biblioteca Nacional de España: XX4668009
- Bibliothèque nationale de France: cb13896597v (data)
- Gemeinsame Normdatei: 130014370
- International Standard Name Identifier: 0000 0001 1600 9075
- Library of Congress Control Number: n88629636
- MusicBrainz: ec5ba540-ff12-43f0-bf1e-caa5426867da
- Nationale Bibliotheek van Israël: 987007409539905171
- PIC: 269569
- RKD-Nederlands Instituut voor Kunstgeschiedenis: 336689
- Istituto Centrale per il Catalogo Unico: LO1V270237
- SNAC: w6z03fx4
- Système universitaire de documentation: 084272015
- Virtual International Authority File: 17407980
- WorldCat: E39PBJjMCmHPCFHX7F7vPrBdcP